# Holcomb Township (comté de Dunklin, Missouri)
Holcomb Township est un township du comté de Dunklin dans le Missouri, aux États-Unis,.
Le township s'appelait à l'origine Holcomb Island Township. Il est fondé en 1845.

## Source de la traduction
- (en) Cet article est partiellement ou en totalité issu de l’article de Wikipédia en anglais intitulé « Holcomb Township, Dunklin County, Missouri » (voir la liste des auteurs).